# 視點31
《視點31》（英語：This Week）是香港電台電視部製作首個只限香港電台自家電視頻道港台電視31、31A播放的金牌節目，為逢星期二晚上8時至8時30分播出。節目開始初期，沒有在其他頻道（如無綫電視翡翠台和香港電視娛樂ViuTV）播放。首播時主持為麥嘉緯和陳淑怡，及後加入彭德章、黃雅文、黃清兒、利君雅。現時主持為彭德章、黃雅文及利君雅三人輪流主持。
節目主要探討香港政治、時事、社會民生等議題，大致分為兩部份 — 主題分析及訪問/ 討論環節。2020年4月中，《視點31》增設特備討論環節「視點擂台」，邀請政界人士就設定議題進行辯論，並由評判團分析雙方的表現。
2021年5月6日，該節目「以公義之名」及「覺醒，在瘟疫蔓延時」二單元，和《鏗鏘集》的「7.21誰主真相」調查採訪單元同獲由國際特赦組織香港分會、香港記者協會與香港外國記者會合辦的第25屆「人權新聞獎」。
2021年6月29日，《視點31》停止播出，同一時段改為重播《大學問》。消息指，6月22日播出的《視點31》已經是最後一集。

## 每集主題

### 2014年
| 集數 | 播映日期 | 主題                                                             |
| 01   | 1月14日  | 傳統媒體失守？新媒體是出路？                                     |
| 02   | 1月21日  | 印傭悲歌、鐵窗外的妻子、陳曉蕾＠我角度：垃圾法庭                 |
| 03   | 1月28日  | 搶年貨、許志永被捕、Serrini 獨立唱作人                           |
| 04   | 2月4日   | 消失的淨土（上）、我角度：譚蕙芸 「我要移民」、春晚              |
| 05   | 2月11日  | 淹沒的文明、陳曉蕾＠我角度──跑步有價、索契冬奧                   |
| 06   | 2月18日  | 李慧玲被解僱、阿Bu＠黑紙、氣候變天                               |
| 07   | 2月25日  | 中產向下流、我有Say：梁彥宗（澳洲筍工參選者）、訪問狀元車長      |
| 08   | 3月4日   | 免於恐懼的自由，少數族裔學中文                                   |
| 09   | 3月11日  | 港人治港、讓小孩子認識死亡、「三一一」三周年                     |
| 10   | 3月18日  | 「流動電視」爭議、港大民調、譚蕙芸＠我角度：大渡海               |
| 11   | 3月25日  | 今日香港，明日台灣、鬼城、碧樺依＠我角度：華人回教徒             |
| 12   | 4月1日   | 譚作人、債城                                                     |
| 13   | 4月8日   | 大城小販；還「路」於民；茂名反PX                                 |
| 14   | 4月15日  | 特許加盟；拍反國教紀錄片 英導演：香港未死                        |
| 15   | 4月22日  | 區議會利益申報；專訪《公屋、居屋、私樓》導演                     |
| 16   | 4月29日  | 三星工人血的控訴；一部手機的下場                                 |
| 17   | 5月6日   | 繁簡之爭；佔中商討日──泛民各走各路？                             |
| 18   | 5月13日  | 水殤；香港水問題；撲「水」                                       |
| 19   | 5月20日  | 菠蘿包的經濟故事；學校如何處理佔中議題                           |
| 20   | 5月27日  | 六四人物：姚勇戰                                                 |
| 21   | 6月3日   | 六四特輯                                                         |
| 22   | 6月10日  | 問誰未發聲；一國兩制新詮釋；普選我有SAY                          |
| 23   | 6月17日  | 人物專訪：許家屯；新界東北；新青年理髮廳                         |
| 24   | 6月24日  | 民主道上的毅行者：朱耀明；專訪劉兆佳；我角度：新香港人           |
| 25   | 7月1日   | 覺醒；公投後七一格局；直播七一現場                               |
| 26   | 7月8日   | 警權、白色恐怖與政改未來；等你回家；陳曉蕾@我角度：論盡澳門      |
| 27   | 7月15日  | 政改首部曲；行政立法關係結冰 有數得計；婚價                      |
| 28   | 7月22日  | 婚權；同志出版                                                   |
| 29   | 7月29日  | 寫給香港的情書；佔中不佔中；手機自傳                             |
| 30   | 8月5日   | 德國房屋政策；租務管制是利是弊？；譚蕙芸＠我角度：幸福女人的定義 |
| 31   | 8月12日  | 門為誰開？；第三條跑道的博弈；偽文豪專訪                         |
| 32   | 8月19日  | 政改「袋住先」？；反佔中遊行 展現另類民意？；流浪少女──黃嘉祺    |
| 33   | 8月26日  | 德國幼教：毋須贏在起跑線；政改大直路？掘頭路？                   |
| 34   | 9月2日   | 政改路已盡？；陳佐洱專訪；澳門特首選舉                           |
| 35   | 9月9日   | 罷課舉報熱線；台灣22K小薪青年；青年上流難                        |
| 36   | 9月16日  | 抗暴．抗命：兩代青年對話；再思文革；大戲青年                     |
| 37   | 9月23日  | 罷課                                                             |
| 38   | 9月30日  | 佔領香港的催淚彈                                                 |
| 39   | 10月7日  | 佔領與守護                                                       |
| 40   | 10月14日 | 佔領 反佔領 兩個香港                                             |
| 41   | 10月21日 | 政府學聯對話．監警會                                             |
| 42   | 10月28日 | 佔領獅子山上；全家福                                             |
| 43   | 11月4日  | 港漂佔領；專訪王卓祺；滬港通不通                                 |
| 44   | 11月11日 | 佔領與法治；磅巷                                                 |
| 45   | 11月18日 | 佔領何去何從；專訪王維基                                         |
| 46   | 11月25日 | 佔領分歧與內耗；南韓老人自殺；全民退休保障                       |
| 47   | 12月2日  | 升級佔領VS升級武力；移民VS留守                                   |
| 48   | 12月9日  | 自首、退場、鳩嗚                                                 |
| 49   | 12月16日 | 佔領結束，過來人何去何從、你我要再啟蒙？                         |
| 50   | 12月23日 | 聖誕裝飾幾多留得低；小學生率先體驗民主選舉                       |
| 51   | 12月30日 | 你我他的2014                                                     |

### 2015年
| 集數 | 播映日期 | 主題                                                       |
| 52   | 1月6日   | 港府向港澳辦提交民情報告；亞視存亡 ─ 續牌可成真？          |
| 53   | 1月13日  | 青年政策 - 港青要補腦？早產嬰兒父母的擔憂                  |
| 54   | 1月20日  | 論壇劇場：雨傘青年                                         |
| 55   | 1月27日  | 香港終「成軍」；港大學生會醞釀退出學聯                     |
| 56   | 2月3日   | 台灣小農革命；香港大量農地被荒廢，發展農業園是出路？       |
| 57   | 2月10日  | 台灣、香港的另類教育；創科局利與弊                         |
| 58   | 2月17日  | 水貨客當道港人「爆煲」？自家繁殖寵物；學術自由犯禁         |
| 59   | 2月24日  | 歐陽廣榮現身解話；北京「鼠族」與音樂人的生活               |
| 60   | 3月3日   | 買樓有何難；西方美食車                                     |
| 61   | 3月10日  | 《穹頂之下》的陰謀？；郊野公園垃圾                         |
| 62   | 3月17日  | 注資創科基金；香港為水貨客付出的成本                       |
| 63   | 3月24日  | 機場第三跑；日本樓市；新加坡前總理李光耀逝世               |
| 64   | 3月31日  | 全面膠袋徵費；向梁振英「找數」                             |
| 65   | 4月7日   | 亞視不獲續牌；大數據時代                                   |
| 66   | 4月14日  | 市建局角色；大商場設計                                     |
| 67   | 4月21日  | 水炮車的爭議；回收業困難重重；香港星空                     |
| 68   | 4月28日  | 政改方案捨易取難；標準工時爭議                             |
| 69   | 5月5日   | 官員落區助政黨？；《基本法》教材；非法傾倒泥頭             |
| 70   | 5月12日  | 新《國安法》；被「河蟹」的書                               |
| 71   | 5月19日  | 民調作用；保育；學舌鳥                                     |
| 72   | 5月26日  | 青年置業；精神病患者需要                                   |
| 73   | 6月2日   | 網上言論自由；內地青年六四觀                               |
| 74   | 6月9日   | 性傾向歧視；本土派冒起                                     |
| 75   | 6月16日  | 政改表決前夕 袋不袋住先？                                  |
| 76   | 6月23日  | 道歉法；後政改；政府空置物業                               |
| 77   | 6月30日  | 佔領後七一；身分認同                                       |
| 78   | 7月7日   | 補習班；港大延遲任命副校長                                 |
| 79   | 7月14日  | 鉛來水作怪；日本食物教育                                   |
| 80   | 7月21日  | 官場地震；紙媒存亡；遊樂場設施                             |
| 81   | 7月28日  | 港大副校任命風波；鉛水兒童；超級單車徑                     |
| 82   | 8月4日   | 全城清潔；港大副校；網媒挑戰；街坊藝術                     |
| 83   | 8月11日  | 內地升學；廢青；議員助理薪酬；瑜伽修心                     |
| 84   | 8月18日  | 封殺UBER；墟市趁墟；有機農夫                               |
| 85   | 8月25日  | 電車存滅；重建星光大道；盲人足球員；社企講故佬             |
| 86   | 9月1日   | 港大畢業生議會開大會；十六歲的暑假；飛行醫生               |
| 87   | 9月8日   | 閱兵；封殺十字架；尼泊爾攝影賑災                           |
| 88   | 9月15日  | 香港足球；選民登記冊；字體設計                             |
| 89   | 9月22日  | 佔領運動一週年                                             |
| 90   | 9月29日  | 軍事用地；中國化；基建問題多；棚仔布市場                   |
| 91   | 10月6日  | 起訴曾蔭權；歐洲難民潮；綠化地失守                         |
| 92   | 10月13日 | 大學條例；直播APP；荔枝窩村復耕；睇波文化                  |
| 93   | 10月20日 | 七警上庭；標準工時；鼓勵生育；白海豚                       |
| 94   | 10月27日 | 區選大檢閱；候選人迴避傳媒；參選年齡爭議；九龍城的下情上達 |
| 95   | 11月3日  | 合約教師；區選秀茂坪南                                     |
| 96   | 11月10日 | 港大禁制令；天主教牧函；變性人；區選灣仔                   |
| 97   | 11月17日 | 港中大戰；導盲犬；區選灣仔樂活                             |
| 98   | 11月24日 | 區選之後；政黨新舊交棒；離地城市                           |
| 99   | 12月1日  | 無樓單身族；TSA；母乳；偷片                                |
| 100  | 12月8日  | 尖沙咀海傍：誰的海濱？                                     |
| 101  | 12月15日 | 版權修訂條例；獨立歌手；蒲台島劃郊野公園？                 |
| 102  | 12月22日 | 退保；殘疾就業；競爭條例                                   |
| 103  | 12月29日 | 荒謬．二零一五                                             |

### 2016年
| 集數 | 播映日期 | 主題                                                     |
| 104  | 1月5日   | 消失的書商                                               |
| 105  | 1月12日  | 台灣大選；BNO；普教中；在職長者                          |
| 106  | 1月19日  | 小英執政；台灣第三勢力；Facebook政治審查                 |
| 107  | 1月26日  | 李國章首次主持港大校委會；書店店東失蹤事件；套丁疑雲     |
| 108  | 2月2日   | 對露宿者的政策；反思《十年》；Start-Up故事 ; 胡定旭專訪  |
| 109  | 2月9日   | 旺角風雨；議員開年飯；日本回收；半世紀糖果廠             |
| 110  | 2月16日  | 六七「騷亂」？；無殼區議員；香港製造；頌缽；消失的專注力 |
| 111  | 2月23日  | 繁簡之爭；中大新「星火」；Playgroup；綠腳丫；漁業基金    |
| 112  | 4月5日   | 紅白藍之紅；《十年》得獎；領展之下                       |
| 113  | 4月12日  | 特首女兒行李；新界黨；紅白藍之白                         |
| 114  | 4月19日  | 特首上庭作供；組黨倡港獨？；天雨上課安排；紅白藍之藍     |
| 115  | 4月26日  | 機管局報告；明報炒「姜」；光污染                         |
| 116  | 5月3日   | 馬屎埔收地；失業基金；海濱設計                           |
| 117  | 5月10日  | 公關災難；大嶼承載力；臭河塘虱                           |
| 118  | 5月17日  | 巨人訪港；註冊奇路；英女皇批中國                         |
| 119  | 5月24日  | 城大塌天台風波；2047得唔得；公共街市                     |
| 120  | 5月31日  | 六四廿七年；西環變幻時                                   |
| 121  | 6月7日   | 品牌封殺藝人；外長轟加記者；桂林日市                     |
| 122  | 6月14日  | 寮屋變豪宅？；七一遊行綱領；大嶼山牛群與泥頭共存         |
| 123  | 6月21日  | 有種的漂亮；林榮基事件；巴士車長工時                     |
| 124  | 6月28日  | 工廈火警隱患；大火處理與跟進；瘦即是美？                 |
| 125  | 7月5日   | 七一籌款；領展霸權；真全日制小學                         |
| 126  | 7月12日  | 被困的消費者；文憑試放榜；副學士的前路                   |
| 127  | 7月19日  | 向中國道歉；參選確認書；海洋醫療垃圾；關心正生           |
| 128  | 7月26日  | 參選人確認書；電子貨幣；山徑石屎化                       |
| 129  | 8月2日   | 梁天琦被取消參選資格；中環釣魚區；機場三跑動工；民宿     |
| 130  | 8月9日   | 未選先戰；體驗貧窮；中性廁所                             |
| 131  | 8月16日  | 奧運與政治；內地網民玻璃心；體育新聞何價？               |
| 132  | 8月23日  | 校園港獨禁區；中緬關係；《點五步》                       |
| 133  | 8月30日  | 選戰新聞；民調配票；831兩週年；地契年期                  |
| 134  | 9月6日   | 選戰定局；超區配票；雷動利弊、策略投票                   |
| 135  | 9月13日  | 選舉暴力；官商鄉黑；709大抓捕                            |
| 136  | 9月20日  | 特首暗戰；橫洲疑團；螢光棒污染；微膠粒                   |
| 137  | 9月27日  | 大話精；棕地；土地房屋政策；社企經營難                   |
| 138  | 10月4日  | 基督教選委；傑志中心；男女大不同                         |
| 139  | 10月11日 | 傑青背後；政府樓房廣告；新立法會主席；脫北者             |
| 140  | 10月18日 | 政府司法覆核禁青政二人宣誓；基層兒童；中央行政指令？     |
| 141  | 10月25日 | 押後宣誓裁決；殘疾院舍規管；泛民中生代                   |
| 142  | 11月1日  | 宣誓事件中央釋法？；怎麼的特首；離開香港；民間民物       |
| 143  | 11月8日  | 人大釋法；美國大選                                       |
| 144  | 11月15日 | 宣誓案判決；覆核議員資格                                 |
| 145  | 11月22日 | 橫洲三村；熟食墟市；街市舊書店                           |
| 146  | 11月29日 | 青少年軍；彭定康訪港；大澳地區工程                       |
| 147  | 12月6日  | 不尋常政府；空置校舍；中學生談港獨                       |
| 148  | 12月13日 | 情深擁抱；特首五問；選委啟示；歷任特首；中央拆局         |
| 149  | 12月20日 | 梁振英述職；退休保障；西九文化區                         |
| 150  | 12月27日 | 香港2016回顧                                             |

### 2017年
| 集數 | 播映日期 | 主題                                                       |
| 151  | 1月3日   | 西九故宮；網媒展望；截取通訊；香港旅遊                     |
| 152  | 1月10日  | 義和團式襲擊；西九故宮；精神健康綜合社區中心               |
| 153  | 1月17日  | 辭司長選特首；手語地位；急症室加價                         |
| 154  | 1月24日  | 廁紙選戰；TSA復考；中史科政治化；認知障礙症                |
| 155  | 1月31日  | 參選人賀歲；共享廚房；新春新衣；剪紙                       |
| 156  | 2月7日   | 林鄭開Facebook；特首民投；美國行政命令；退休生活           |
| 157  | 2月14日  | 你幸福嗎？；朱經緯案；精神復康；活化歷史建築               |
| 158  | 2月21日  | 七警案判決；消息人士；高爾夫球場                           |
| 159  | 2月28日  | 熟悉的香港；荷蘭跨代屋；安老服務                           |
| 160  | 3月7日   | 兩會直擊；特首告議員；學生壓力；荷蘭民粹                   |
| 161  | 3月21日  | Fact Check；時事評論KOL；垃圾徵費                          |
| 162  | 3月28日  | 林鄭當選；如何補撕裂；電動車                               |
| 163  | 4月4日   | 數碼廣播告終；選民資料失竊；手作青年                       |
| 164  | 4月11日  | 港鐵事故；學生自殺；精神健康；租議辦難                     |
| 165  | 4月18日  | 寬恕與和解；無償捐肝；精神食糧；回收配套                   |
| 166  | 4月25日  | 大花筒接待；大灣區；六七暴動五十年                         |
| 167  | 5月2日   | 輸出霧霾；六七暴動系列下；檔案法                           |
| 168  | 5月9日   | Hidden Agenda；張德江訪澳；佑寧堂重建；共享經濟            |
| 169  | 5月16日  | UGL調查文件；TVB股權；工廈用途；動物警察                   |
| 170  | 5月23日  | 豆腐渣制度與基建？UGL發酵；領展售商場設施；會計師超時工作  |
| 171  | 5月30日  | 目測；一地兩檢；台港同志平權；融合教育                     |
| 172  | 6月6日   | 身分認同；東江水；促銷電話；Live House                     |
| 173  | 6月13日  | 選舉處失電腦報告；法援與司法覆核；居家安老；矛盾的關愛座   |
| 174  | 6月20日  | 紙皮婆婆；石屎測試造假；精神科護士；中醫                   |
| 175  | 6月27日  | 回歸二十年；人心有否回歸？；奇趣辯論                       |
| 174  | 7月4日   | 林鄭上場；劉曉波病重；教育資源；裝修中伏                   |
| 175  | 7月11日  | 劉曉波；社企劏房；幼師薪級表；升大學以外                   |
| 176  | 7月18日  | 劉曉波病逝；四議員失資格；內地人悼念劉曉波；藥餘           |
| 177  | 7月25日  | 一地兩檢方案；內科病床迫爆；共居模式                       |
| 178  | 8月1日   | 副局長任命；高鐵的前世今生與經濟效益；風繼續吹             |
| 179  | 8月8日   | 影子學生；港鐵多宗事故；菲傭進軍內地；壹週刊賣盤           |
| 180  | 8月15日  | 屯門興德學校風波                                           |
| 181  | 8月22日  | 林鄭月娥母親論；梁家傑石永泰討論；烏雲下的社運路           |
| 182  | 8月29日  | 愛國風；風暴的啟示；評論判詞；新一代理財                   |
| 183  | 9月5日   | 不夠體面的學生；土地大辯論；電競運動                       |
| 184  | 9月12日  | 學生與港獨；大學民主牆；賭博遊戲                           |
| 185  | 9月19日  | 「殺」的爭議；澳門立法會選舉；香港立法會補選               |
| 186  | 9月26日  | 佔領三周年；朱耀明回顧傘運；職業勞損                       |
| 187  | 10月3日  | 底氣；司法獨立排名；邊境購物城；外判清潔工                 |
| 188  | 10月10日 | 和解讓步；護老者哀歌；海岸公園成效                         |
| 189  | 10月17日 | 家的感覺；發展棕地；港人首置盤；吉店運用                   |
| 190  | 10月24日 | 愛國教師；十九大閉幕；14周產假；港鐵意外索償               |
| 191  | 10月31日 | 閉起雙眼；中史科諮詢；社福界一筆過撥款；殘疾運動支援       |
| 192  | 11月7日  | 《國歌法》；專訪羅冠聰；非法狗場；樹木管理                 |
| 193  | 11月14日 | 澳門DQ風；顧客資料保安；長者照顧員；安老服務               |
| 194  | 11月21日 | 政府內地化；港區人大選舉；即棄餐具；本土動畫               |
| 195  | 11月28日 | 低端人口；校園欺凌；舊鞋捐非洲                             |
| 196  | 12月5日  | 《憲法》；的士與網約車；外傭勞工權益                       |
| 197  | 12月12日 | 京港霸王硬上弓；驅趕低端人口；基建工程超支；青年從事安老業 |
| 198  | 12月19日 | 港區人大代表選舉；亞視復活？；公平貿易                     |
| 199  | 12月26日 | 劉霞的佳節；2017之兒童、青年、壯年、老年；嘻哈2017         |

### 2018年
| 集數 | 播映日期 | 主題                                                                                         |
| 200  | 1月2日   | 展望2018：女性身分、樓、青年向上流                                                           |
| 201  | 1月9日   | 鄭若驊僭建風波；律政風暴；工人起義                                                           |
| 202  | 1月16日  | 雙學三子終極上訴；露宿者；中西環「行埋一齊」；民間共購抗衡領展                               |
| 203  | 1月23日  | 停不了的僭建；浸大普通話科風波；新晉大律師                                                   |
| 204  | 1月30日  | 參選立法會資格；老是常出現的馬拉松；海濱規劃爭議                                             |
| 205  | 2月6日   | 「雙學三子」上訴得直； 疫苗有效抗流感； 粉嶺高球場發展爭議；公共空間                         |
| 206  | 2月13日  | 陳浩天敗訴；大埔車禍；上水繼續迫爆；納米樓                                                   |
| 207  | 2月20日  | 財政預算案前瞻；關愛桌                                                                       |
| 208  | 2月27日  | 中國特色新字典；建議取消國家正副主席任期限制；寄養兒童家庭                                   |
| 209  | 3月6日   | 兩會開幕；勤工獎，剝削或讚賞；熱潮退卻；自願醫保方案利弊                                     |
| 210  | 3月13日  | 當選後被入稟；補選以後；學生會「斷莊」                                                       |
| 211  | 3月20日  | 國歌法﹔南生圍火災﹔工會罷工權                                                               |
| 212  | 3月27日  | 特首籲「各界為基層住屋需要」論引爭議                                                         |
| 213  | 4月3日   | 戴耀廷言論惹風波；更新人生搵工難；一地兩檢法律爭議不休                                       |
| 214  | 4月10日  | 港人的紅線；人工島防波堤爭論；中美貿易戰；最後的龍窯                                         |
| 215  | 4月17日  | 人肉路障收擬檢控通知書；低俗笑話是否踩紅線；討論﹕國家安全教與青年事務；專題﹕警署電話難接通 |
| 216  | 4月24日  | 神級金句；高中歷史教科書用辭不恰當？；保安員兼任清潔？；爸爸的手                             |
| 217  | 5月1日   | 勞動節；體育總會權力過大？；取消強積金對沖初步方案                                           |
| 218  | 5月8日   | 一地兩檢條例草案委員會混亂結束；新三不管地帶？；母語爭議                                     |
| 219  | 5月15日  | 川震十年；記者四川遇襲；北區塞車之謎                                                         |
| 310  | 5月22日  | 地政斬樹；粉嶺高球場去留；放生活動                                                           |
| 311  | 5月29日  | 外傭週日聚集；高鐵、港鐵；民間保釣運動                                                       |
| 312  | 6月5日   | 沙中線紅磡站懷疑鋼筋造假；新一代與六四；自己的水自己供；二手煙出沒注意                       |
| 313  | 6月12日  | 梁天琦被判入獄六年；沙中線工程疑造假；逆權侵佔；美朝領導會面                                 |
| 314  | 6月19日  | 主席裁決是否不容討論，沙中綫醜聞，難民在香港                                                 |
| 315  | 6月26日  | 禮頓報告，七一遊行，應否全面禁止電子煙，中環郵政總局的去留                                   |
| 316  | 7月3日   | 感恩的一年？；七一遊行的發展；土地大辯論                                                     |
| 317  | 7月10日  | 劉霞自由了，劉霞與709妻子們，評中國人權狀況，天橋城市                                        |
| 318  | 7月17日  | 香港民族黨或被取締，公私營合作的迷思                                                         |
| 319  | 7月24日  | 利‧害了我的國；尋找政治書；終身年金計劃的利弊；天虹小學校長的最後一課                        |
| 320  | 7月31日  | 好人?壞人；旺角行人專用區曲終人散；超級食物有幾超級？                                        |
| 321  | 8月7日   | 港鐵提交不準確報告，人事大變動；沙中綫工程風波再起；疫苗恨                                   |
| 322  | 8月14日  | 陳浩天出席FCC演講，JOB JOB 皆辛苦 之 司機有落                                                |
| 323  | 8月21日  | 政府又補貼高鐵？登革熱為患；美食車有無得做?                                                  |
| 324  | 8月28日  | 香港眾志成員在內地被國安帶走；Job Job 皆辛苦－放題餐廳                                       |
| 325  | 9月4日   | 一地兩檢終實施；JobJob皆辛苦－共享單車                                                       |
| 326  | 9月1日   | 內地執法人員現身高鐵西九站；單程證審批權；淫審處評審惹爭議                                   |
| 327  | 9月18日  | 山竹之電影三部曲；災後應變措施；土瓜灣樓宇沉降；執屋．執心                                   |
| 328  | 9月25日  | 遲來的落區;兩地居民看高鐵；高鐵通車有何效益？                                                |
| 329  | 10月2日  | 九西補選提名期展開；高鐵通車後的黃金週；中梵關係破冰；政治漫畫                               |
| 330  | 10月9日  | 馬凱不獲續發簽證；東大嶼填海計劃；鼠患肆虐；公廁革命                                         |
| 331  | 10月16日 | 港鐵四條線信號故障；走飲管，唔該                                                             |
| 332  | 10月23日 | 港珠澳大橋開幕；大橋的前世今生；成效迷思                                                     |
| 333  | 10月30日 | 國泰洩客戶資料及港鐵回饋；土地共享七問及延伸討論                                             |
| 334  | 11月6日  | 消防處「任何仁」；垃圾徵費；開放數據不開放                                                   |
| 335  | 11月13日 | 中國作家馬建專訪；東涌一日遊；香港承受旅客能力                                               |
| 336  | 11月20日 | 七警九子案；美國國會報告；醫學美容                                                           |
| 337  | 11月27日 | 九西補選；大坑西邨；時間銀行                                                                 |
| 338  | 12月4日  | DQ朱凱迪；美國《香港政策法》；焦土論                                                         |
| 339  | 12月11日 | 孟晚舟與特區護照；內地科研與香港的關係；外交部抗議美加；港美關係                             |
| 340  | 12月18日 | 北京直擊特首述職；中國模式與華為冒起；港人菲律賓藏毒案                                       |
| 341  | 12月25日 | 我嘅2018 你嘅2018                                                                            |

### 2019年
| 集數 | 播映日期 | 主題                                                                                 |
| 342  | 1月1日   | 元旦樣樣加；土地終極報告出爐；培育自閉兒成才；政府應對輿論                           |
| 343  | 1月8日   | 主教任命；領導人新年賀詞；港人移民；一校一社工                                       |
| 344  | 1月15日  | 長者綜援申領資格；國歌法立法爭議；上車難                                             |
| 345  | 1月22日  | 另一路線；大學北上；史維專訪；醫護人員「捱義氣」                                     |
| 346  | 1月29日  | 政府更改政策；大學為排名與國際化；校園欺凌                                           |
| 347  | 2月5日   | 豬年利是仔；小朋友到港台；劍擊人生                                                   |
| 348  | 2月12日  | 終止模擬電視廣播；沙中線工程缺失文件；黃啟桓的創業心得                               |
| 349  | 2月19日  | 大灣區規劃綱要；港青要北上發展；阻燃劑                                               |
| 350  | 2月26日  | 財政預算案前瞻；新移民的醫療需求；新移民心聲；人口政策與公共開支；檢討單程證政策     |
| 351  | 4月16日  | 逃犯條例；內地錄像監控；香港應用生物辨識技術                                         |
| 352  | 4月23日  | 逃犯條例修訂迫在眉睫？中國的社會信用評級、中港合拍片放寬                             |
| 353  | 4月30日  | 修訂逃犯條例法案委員會主席難產；社會信用評級下的失信人；日皇明仁退位                 |
| 354  | 5月7日   | 法案委員會亂像；立法會運作現信心危機？；百年五四                                     |
| 355  | 5月14日  | 逃犯條例修訂法案委員會鬧雙胞；市民心聲；立法會亂局誰該負責                           |
| 356  | 5月21日  | 修訂逃犯條例無路可退？；外國勢力與修訂；中國新聞的轉變                               |
| 357  | 5月28日  | 歐盟駐港澳辦發外交照會；修訂逃犯條例提升至外交層次；企業姓黨？                       |
| 358  | 6月4日   | 香港人的六四30；新聞、音樂建構六四30回憶                                             |
| 359  | 6月11日  | 逃犯條例修訂如期恢復二讀；各界發起罷工罷市罷課；反逃犯條例遊行人數創高峰；立法會現場 |
| 360  | 6月18日  | 林鄭月娥現身道歉；二百萬零一人大遊行的怒火；何謂暴動；警方是否濫權；劉兆佳評管治危機 |
| 361  | 6月25日  | Be Water vs 文宣；尚待真相大白；撕裂過後；中國式陽光司法                             |
| 362  | 7月2日   | 眾人的抉擇；慶回歸及撐警集會；抗爭路向；移民或堅守；回歸22年的六月                   |
| 363  | 7月9日   | 壽終正寢；網絡搜捕；社會創傷；集體抑鬱                                               |
| 364  | 7月16日  | 「廝殺」新城市廣場；社會創傷；溫柔抗爭與語言暴力；毅進之名                           |
| 365  | 7月23日  | 元朗黑夜後遺之惶恐式戒嚴；討論元朗暴力事件；暴力恐懼轉化動力                         |
| 366  | 7月30日  | 港澳辦開記招評反修例；公務員擬集會；安全城市；香港如何恢復正常                       |
| 367  | 8月6日   | 由三罷到遍地開戰；暴動之名；反修例變成「搞革命」                                     |
| 368  | 8月13日  | 阻止香港粉身碎骨；生活不再如常？；解讀港澳辦及政府對應                               |
| 369  | 8月20日  | 政府構建溝通平台；讓輿論子彈飛；被捕之後                                             |
| 370  | 8月27日  | 當前局勢與緊急法；企業清算？；對話平台；警方鎮壓武器                                 |
| 371  | 9月3日   | 831浩劫；8.31 太子站警察突襲；中學生罷課；中港兩大KOL論反修例                        |
| 372  | 9月10日  | 《香港人權及民主法案》利弊；市道差之迷；校園電視記者在反修例運動角色                 |
| 373  | 9月17日  | 反修例一百日；831未還原的真相；國慶前局勢                                            |
| 374  | 9月24日  | 社區對話；民調何價；內地人看香港                                                     |
| 375  | 10月1日  | 國慶70年；音樂與身份認同；國慶日論愛國                                               |
| 376  | 10月8日  | 不一樣的香港；制暴可期？；警方槍傷印尼女記者                                         |
| 377  | 10月15日 | 以暴易暴?政府「止暴制亂」是否有效；「被自殺」疑雲                                    |
| 378  | 10月22日 | 陳同佳蝴蝶效應 ; 香港人權及民主法案 ; 論外國勢力                                     |
| 379  | 10月29日 | 禁制令；警察在私人地方執法之權限；香港與台灣關係                                     |
| 380  | 11月5日  | 香港再無淨土? 陳百祥與杜汶澤；一禁再禁                                               |
| 381  | 11月12日 | 仇深似海?西灣河開槍事件；曾俊華與羅永聰；李怡談局勢                                  |
| 382  | 11月19日 | 理大圍攻戰; 不要六四重臨; 政權靠維穩？警暴何處申？                                   |
| 383  | 11月26日 | 區議會選舉之後；反修例風波如何走；暴力陰霾下的選舉                                   |
| 384  | 12月3日  | 2019一國兩制；從831到1118；區議會是時候改革?                                         |
| 385  | 12月10日 | 反修例半年；懲罰大學生？人權法通過對香港有何影響？                                   |
| 386  | 12月17日 | 述職啟示錄；失蹤人口資料庫；警民關係緊張撐警成禁忌？                                 |
| 387  | 12月24日 | 平安夜平安嗎；她們的聖誕節；黃藍經濟圈                                               |
| 388  | 12月31日 | 2019記憶與遺忘；回顧2019官話與警方話；我們的KOL；難分真與假                          |

### 2020年
| 集數 | 播映日期 | 主題                                                 |
| 389  | 1月7日   | 新一年的驚與警；靚媽論師表；返校                     |
| 390  | 1月14日  | 論良知、談正義                                       |
| 391  | 1月21日  | 721半年；誰令法治倒退；今年的團年飯                  |
| 392  | 1月28日  | 疫症襲港；再上一課？；論政府應對措施；信車公信自己？ |
| 393  | 2月4日   | 封關緣份；武漢肺炎，守好每一關？；抗疫靠政府？       |
| 394  | 2月11日  | 新型肺炎之慌；口罩去哪兒；香港人只能自救？           |
| 395  | 2月18日  | 廁紙與面子；商人如何買口罩；覺醒在瘟疫蔓延時？       |
| 396  | 2月25日  |                                                      |

## 取消直播事件
節目在部分日子會在facebook，或與港台電視同步直播。不過由2021年5月25日起卻取消有關安排，以後節目所有內容需要事先送審。原訂討論題目為「娛樂為甚麼」，邀請了藝人朱庭萱（玻璃朱）與資深傳媒人盧覓雪。

## 外部連結
- 香港電台網站:視點31（页面存档备份，存于）
- YouTube上的視點31頻道